# Улутуп
Улуту́п (рос. Улутуп, башк. Олотөп) — хутір у складі Кугарчинського району Башкортостану, Росія. Входить до складу Юмагузінської сільської ради.
Населення — 26 осіб (2010; 26 в 2002).
Національний склад:
- росіяни — 65%